# Olympische Winterspiele 2022/Teilnehmer (Schweiz)
| Gelbes Symbol für Goldmedaillen mit stilisierten Olympischen Ringen | Graues Symbol für Silbermedaillen mit stilisierten Olympischen Ringen | Braundes Symbol für Bronzemedaillen mit stilisierten Olympischen Ringen |
| ------------------------------------------------------------------- | --------------------------------------------------------------------- | ----------------------------------------------------------------------- |
| 7                                                                   | 2                                                                     | 6                                                                       |

Die Schweiz nahm an den Olympischen Winterspielen 2022 in Peking mit 166 Athleten, davon 92 Männer und 74 Frauen, in 13 Sportarten teil. Es war die 24. Teilnahme des Landes an Olympischen Winterspielen.

## Medaillen

### Medaillenspiegel
| Rang   | Sportart         | Gold | Silber | Bronze | Gesamt |
| ------ | ---------------- | ---- | ------ | ------ | ------ |
| 1      | Ski Alpin        | 5    | 1      | 3      | 9      |
| 2      | Freestyle-Skiing | 2    | 1      | 2      | 5      |
| 3      | Snowboard        | —    | —      | 1      | 1      |
| Gesamt | Gesamt           | 7    | 2      | 6      | 15     |

### Medaillengewinner
| Namen            | Sportart         | Wettkampf    |
| ---------------- | ---------------- | ------------ |
| Gold             |                  |              |
| Beat Feuz        | Ski Alpin        | Abfahrt      |
| Lara Gut-Behrami | Ski Alpin        | Super-G      |
| Marco Odermatt   | Ski Alpin        | Riesenslalom |
| Mathilde Gremaud | Freestyle-Skiing | Slopestyle   |
| Corinne Suter    | Ski Alpin        | Abfahrt      |
| Michelle Gisin   | Ski Alpin        | Kombination  |
| Ryan Regez       | Freestyle-Skiing | Skicross     |
| Silber           |                  |              |
| Wendy Holdener   | Ski Alpin        | Kombination  |
| Alex Fiva        | Freestyle-Skiing | Skicross     |
| Bronze           |                  |              |
| Lara Gut-Behrami | Ski Alpin        | Riesenslalom |
| Mathilde Gremaud | Freestyle-Skiing | Big Air      |
| Wendy Holdener   | Ski Alpin        | Slalom       |
| Jan Scherrer     | Snowboard        | Halfpipe     |
| Michelle Gisin   | Ski Alpin        | Super-G      |
| Fanny Smith      | Freestyle-Skiing | Skicross     |

## Teilnehmer nach Sportarten

### Biathlon
| Athleten                                                          | Wettbewerbe         | Zeit        | Fehler         | Rang |
| ----------------------------------------------------------------- | ------------------- | ----------- | -------------- | ---- |
| Frauen                                                            |                     |             |                |      |
| Amy Baserga                                                       | 7,5 km Sprint       | 23:24,2 min | 2 (2+0)        | 54   |
| Amy Baserga                                                       | 10 km Verfolgung    | 40:18,0 min | 3 (1+0+1+1)    | 39   |
| Amy Baserga                                                       | 15 km Einzel        | 52:25,1 min | 5 (2+2+1+0)    | 69   |
| Selina Gasparin                                                   | 15 km Einzel        | 51:43,8 min | 7 (1+2+2+2)    | 62   |
| Lena Häcki                                                        | 7,5 km Sprint       | 22:30,3 min | 2 (1+1)        | 23   |
| Lena Häcki                                                        | 10 km Verfolgung    | 38:27,5 min | 4 (2+0+1+1)    | 24   |
| Lena Häcki                                                        | 12,5 km Massenstart | 43:14,2 min | 9 (0+3+3+3)    | 16   |
| Lena Häcki                                                        | 15 km Einzel        | 48:03,3 min | 4 (0+2+1+1)    | 24   |
| Irene Cadurisch Lena Häcki Selina Gasparin Amy Baserga            | 4 × 6-km-Staffel    | DNF         | DNF            | DNF  |
| Männer                                                            |                     |             |                |      |
| Joscha Burkhalter                                                 | 10 km Sprint        | 26:28,3 min | 2 (1+1)        | 45   |
| Joscha Burkhalter                                                 | 12,5 km Verfolgung  | LAP         | (1+4+4)        | LAP  |
| Joscha Burkhalter                                                 | 20 km Einzel        | 52:12,4 min | 2 (0+2+0+0)    | 22   |
| Niklas Hartweg                                                    | 10 km Sprint        | 26:05,7 min | 2 (1+1)        | 37   |
| Niklas Hartweg                                                    | 12,5 km Verfolgung  | 44:34,7 min | 5 (1+3+0+1)    | 38   |
| Niklas Hartweg                                                    | 20 km Einzel        | 55:19,7 min | 4 (0+2+0+2)    | 56   |
| Sebastian Stalder                                                 | 10 km Sprint        | 25:48,3 min | 0 (0+0)        | 27   |
| Sebastian Stalder                                                 | 12,5 km Verfolgung  | 44:10,7 min | 4 (1+0+2+1)    | 36   |
| Sebastian Stalder                                                 | 20 km Einzel        | 55:12,6 min | 3 (0+1+1+1)    | 53   |
| Benjamin Weger                                                    | 10 km Sprint        | 26:39,6 min | 1 (0+1)        | 53   |
| Benjamin Weger                                                    | 12,5 km Verfolgung  | DNS         | DNS            | DNS  |
| Benjamin Weger                                                    | 20 km Einzel        | 52:06,9 min | 2 (0+0+1+1)    | 19   |
| Sebastian Stalder Benjamin Weger Niklas Hartweg Joscha Burkhalter | 4 × 7,5-km-Staffel  | 1:24:12,3 h | 1+8 (0+2+0+7)  | 12   |
| Mixed                                                             |                     |             |                |      |
| Amy Baserga Lena Häcki Benjamin Weger Sebastian Stalder           | 4 × 6-km-Staffel    | 1:09:06,0 h | 2+11 (2+6 0+5) | 8    |

### Bob
| Athleten                                                | Wettbewerb | Lauf 1      | Lauf 1 | Lauf 2      | Lauf 2 | Lauf 3      | Lauf 3 | Lauf 4        | Lauf 4        | Gesamt      | Gesamt |
| Athleten                                                | Wettbewerb | Zeit        | Rang   | Zeit        | Rang   | Zeit        | Rang   | Zeit          | Rang          | Zeit        | Rang   |
| ------------------------------------------------------- | ---------- | ----------- | ------ | ----------- | ------ | ----------- | ------ | ------------- | ------------- | ----------- | ------ |
| Frauen                                                  |            |             |        |             |        |             |        |               |               |             |        |
| Melanie Hasler                                          | Monobob    | 1:05,18 min | 6      | 1:05,86 min | 11     | 1:06,21 min | 13     | 1:05,56 min   | 6             | 4:22,81 min | 7      |
| Martina Fontanive Irina Strebel                         | Zweierbob  | 1:02,48 min | 20     | 1:02,35 min | 18     | 1:02,35 min | 19     | 1:02,41 min   | 17            | 4:09,59 min | 20     |
| Melanie Hasler Nadja Pasternack                         | Zweierbob  | 1:01,65 min | 7      | 1:01,85 min | 6      | 1:01,77 min | 7      | 1:01,56 min   | 3             | 4:06,83 min | 6      |
| Männer                                                  |            |             |        |             |        |             |        |               |               |             |        |
| Simon Friedli Andreas Haas                              | Zweierbob  | 59,97 s     | 17     | 1:00,37 min | 20     | 1:00,47 min | 23     | 1:00,34 min   | 17            | 4:01,15 min | 18     |
| Michael Vogt Sandro Michel                              | Zweierbob  | 59,57 s     | 7      | 59,90 s     | 3      | 59,59 s     | 5      | 59,77 s       | 4             | 3:58,83 min | 4      |
| Simon Friedli Fabio Badraun Adrian Fässler Andreas Haas | Viererbob  | 59,71 s     | 23     | 1:00,01 min | 23     | 59,57 s     | 20     | ausgeschieden | ausgeschieden | 2:59,29 min | 24     |
| Michael Vogt Cyril Bieri Luca Rolli Sandro Michel       | Viererbob  | 59,23 s     | 13     | 59,22 s     | 7      | 59,18 s     | 12     | 59,44         | 9             | 3:57,07 min | 11     |

Als Ersatzathleten waren Kim Widmer bei den Frauen und Michael Kuonen bei den Männern nominiert.

### Curling
Die Curling-Mannschaften wurden am 28. September 2021 von Swiss Olympic selektioniert.
| Wettbewerb      | Frauen | Männer | Mixed Doubles |
| --------------- | --- | --- | --- |
| Athleten        | Silvana Tirinzoni Alina Pätz Esther Neuenschwander Melanie Barbezat Carole Howald                                                          | Peter de Cruz Benoît Schwarz Valentin Tanner Sven Michel Pablo Lachat                                                                         | Jenny Perret Martin Rios |
| Vorrunde        | Grossbritannien (6:5) China (7:5) ROC (8:7) Dänemark (8:5) Kanada (8:4) Schweden (5:6) Vereinigte Staaten (9:6) Südkorea (8:4) Japan (8:4) | Norwegen (4:7) ROC (6:3) Kanada (5:3) Dänemark (8:6) Italien (4:8) Grossbritannien (5:6) Vereinigte Staaten (4:7) China (5:6) Schweden (10:8) | China (6:7) Italien (7:8) Grossbritannien (8:7) Kanada (5:7) Schweden (1:6) Tschechien (11:3) Australien (6:9) Vereinigte Staaten (6:5) Norwegen (5:6) |
| Tie-Breaker     | — | ausgeschieden | ausgeschieden |
| Halbfinal       | Japan (6:8) | ausgeschieden | ausgeschieden |
| Spiel um Bronze | Schweden (7:9) | ausgeschieden | ausgeschieden |
| Final           | ausgeschieden | ausgeschieden | ausgeschieden |
| Rang            | 4 | 7 | 7 |

### Eishockey
Sowohl die Männer- als auch die Frauennationalmannschaft konnten sich aufgrund ihrer Position in der IIHF-Weltrangliste für das olympische Turnier qualifizieren.
| Wettbewerb                 | Frauen | Männer |
| -------------------------- | --- | --- |
| Athleten                   | Andrea Brändli Nicole Bullo Lara Christen Rahel Enzler Sarah Forster Nadine Hofstetter Sinja Leemann Lena-Marie Lutz Alina Marti Saskia Maurer Keely Moy Alina Müller Kaleigh Quennec Evelina Raselli Lisa Rüedi Dominique Rüegg Noemi Ryhner Shannon Sigrist Caroline Spies Phoebe Stänz Lara Stalder Nicole Vallario Stefanie Wetli Laura Zimmermann | Sandro Aeschlimann Santeri Alatalo Andres Ambühl Sven Andrighetto Reto Berra Christoph Bertschy Enzo Corvi Raphael Diaz Michael Fora Lukas Frick Leonardo Genoni Gaëtan Haas Fabrice Herzog Grégory Hofmann Denis Hollenstein Romain Loeffel Denis Malgin Simon Moser Killian Mottet Mirco Müller Dario Simion Calvin Thürkauf Ramon Untersander Joël Vermin Yannick Weber |
| Trainer                    | Colin Muller | Patrick Fischer |
| Gruppenphase               | Kanada 1:12 (0:3, 0:5, 1:4) ROC 2:5 (1:2, 1:2, 0:1) Vereinigte Staaten 0:8 (0:5, 0:2, 0:1) Finnland 3:2 (1:0, 1:1, 1:1) | ROC 0:1 (0:1, 0:0, 0:0) Tschechien 1:2 n. P. (1:1, 0:0, 0:0, 0:0, 0:1) Dänemark 3:5 (1:0, 0:3, 2:2) |
| Viertelfinal-Qualifikation | – | Tschechien 4:2 (2:1, 1:0, 1:1) |
| Viertelfinal               | ROC 4:2 (0:0, 1:1, 3:1) | Finnland 1:5 (0:2, 1:1, 0:2) |
| Halbfinal                  | Kanada 3:10 (1:5, 2:3, 0:2) | ausgeschieden |
| Spiel um Platz 3           | Finnland 0:4 (0:1, 0:0, 0:3) | ausgeschieden |
| Rang                       | 4 | 8 |

Joren van Pottelberghe, Sven Senteler und Christian Marti konnten wegen positiven Corona-Tests nicht nach Peking reisen. Sie wurden durch Sandro Aeschlimann, Calvin Thürkauf und Lukas Frick ersetzt.

### Eiskunstlauf
| Athleten        | Wettbewerbe | Kurzprogramm/-tanz | Kurzprogramm/-tanz | Kür/Kürtanz | Kür/Kürtanz | Gesamt | Gesamt |
| Athleten        | Wettbewerbe | Punkte             | Rang               | Punkte      | Rang        | Punkte | Rang   |
| --------------- | ----------- | ------------------ | ------------------ | ----------- | ----------- | ------ | ------ |
| Frauen          |             |                    |                    |             |             |        |        |
| Alexia Paganini | Einzel      | 61,06              | 19                 | 107,85      | 22          | 168,91 | 22     |
| Männer          |             |                    |                    |             |             |        |        |
| Lukas Britschgi | Einzel      | 76,16              | 24                 | 136,42      | 23          | 212,58 | 23     |

### Eisschnelllauf
| Athleten     | Wettbewerbe | Zeit        | Rang |
| ------------ | ----------- | ----------- | ---- |
| Männer       |             |             |      |
| Livio Wenger | 5000 m      | 6:27,01 min | 18   |

| Athleten     | Wettbewerbe | Halbfinal | Halbfinal | Final         | Final         | Rang |
| Athleten     | Wettbewerbe | Punkte    | Rang      | Punkte        | Rang          | Rang |
| ------------ | ----------- | --------- | --------- | ------------- | ------------- | ---- |
| Männer       |             |           |           |               |               |      |
| Livio Wenger | Massenstart | 20        | 3         | 4             | 7             | 7    |
| Frauen       |             |           |           |               |               |      |
| Nadja Wenger | Massenstart | 0         | 10        | ausgeschieden | ausgeschieden | 21   |

### Freestyle-Skiing
| Athleten                             | Wettbewerbe  | Qualifikation | Qualifikation | Final         | Final         | Final         | Final         | Rang |
| Athleten                             | Wettbewerbe  | Qualifikation | Qualifikation | Runde 1       | Runde 1       | Runde 2       | Runde 2       | Rang |
| Athleten                             | Wettbewerbe  | Punkte        | Rang          | Punkte        | Rang          | Punkte        | Rang          | Rang |
| ------------------------------------ | ------------ | ------------- | ------------- | ------------- | ------------- | ------------- | ------------- | ---- |
| Frauen                               |              |               |               |               |               |               |               |      |
| Alexandra Bär                        | Aerials      | 67,72         | 23            | ausgeschieden | ausgeschieden | ausgeschieden | ausgeschieden | 23   |
| Männer                               |              |               |               |               |               |               |               |      |
| Nicolas Gygax                        | Aerials      | 103,62        | 24            | ausgeschieden | ausgeschieden | ausgeschieden | ausgeschieden | 24   |
| Noé Roth                             | Aerials      | 123,08        | 3             | 122,13        | 8             | ausgeschieden | ausgeschieden | 8    |
| Pirmin Werner                        | Aerials      | 123,45        | 8             | 126,24        | 2             | 111,50        | 4             | 4    |
| Mixed                                |              |               |               |               |               |               |               |      |
| Alexandra Bär Pirmin Werner Noé Roth | Aerials Team | —             | —             | 300,62        | 4             | 276,01        | 4             | 4    |

| Athleten          | Wettbewerbe | Qualifikation | Qualifikation | Final         | Final         | Rang   |
| Athleten          | Wettbewerbe | Punkte        | Rang          | Punkte        | Rang          | Rang   |
| ----------------- | ----------- | ------------- | ------------- | ------------- | ------------- | ------ |
| Frauen            |             |               |               |               |               |        |
| Mathilde Gremaud  | Big Air     | 159,25        | 6             | 182,5         | 3             | Bronze |
| Mathilde Gremaud  | Slopestyle  | 63,46         | 12            | 86,56         | 1             | Gold   |
| Sarah Höfflin     | Big Air     | 149,50        | 9             | 158,75        | 6             | 6      |
| Sarah Höfflin     | Slopestyle  | 48,96         | 20            | ausgeschieden | ausgeschieden | 20     |
| Männer            |             |               |               |               |               |        |
| Fabian Bösch      | Big Air     | 161,75        | 17            | ausgeschieden | ausgeschieden | 17     |
| Fabian Bösch      | Slopestyle  | 74,53         | 10            | 78,05         | 6             | 6      |
| Kim Gubser        | Big Air     | 121,25        | 23            | ausgeschieden | ausgeschieden | 23     |
| Kim Gubser        | Slopestyle  | 76,71         | 8             | DNS           | DNS           | 12     |
| Andri Ragettli    | Big Air     | 167,75        | 14            | ausgeschieden | ausgeschieden | 14     |
| Andri Ragettli    | Slopestyle  | 85,08         | 1             | 83,50         | 4             | 4      |
| Colin Wili        | Big Air     | 98,25         | 25            | ausgeschieden | ausgeschieden | 25     |
| Colin Wili        | Slopestyle  | 54,45         | 19            | ausgeschieden | ausgeschieden | 19     |
| Robin Briguet     | Halfpipe    | 72,25         | 11            | 21,75         | 12            | 12     |
| Rafael Kreienbühl | Halfpipe    | 60,50         | 15            | ausgeschieden | ausgeschieden | 15     |

Giulia Tanno musste ihre Teilnahme aufgrund einer Verletzung kurzfristig absagen.

Alexandra Bär wurde für Carol Bouvard nachnominiert, da diese aufgrund einer Verletzung nicht teilnehmen konnte.
| Athleten   | Wettbewerbe | Qualifikation | Qualifikation | Qualifikation | Qualifikation | Final   | Final   | Final         | Final         | Final         | Final         | Rang |
| Athleten   | Wettbewerbe | Runde 1       | Runde 1       | Runde 2       | Runde 2       | Runde 1 | Runde 1 | Runde 2       | Runde 2       | Runde 3       | Runde 3       | Rang |
| Athleten   | Wettbewerbe | Punkte        | Rang          | Punkte        | Rang          | Punkte  | Rang    | Punkte        | Rang          | Punkte        | Rang          | Rang |
| ---------- | ----------- | ------------- | ------------- | ------------- | ------------- | ------- | ------- | ------------- | ------------- | ------------- | ------------- | ---- |
| Männer     |             |               |               |               |               |         |         |               |               |               |               |      |
| Marco Tadé | Buckelpiste | 74,48         | 15            | 70,45         | 10            | 74,71   | 18      | ausgeschieden | ausgeschieden | ausgeschieden | ausgeschieden | 18   |

| Athleten          | Wettbewerbe | Achtelfinal | Viertelfinal  | Halbfinal     | Final         | Rang   |
| Athleten          | Wettbewerbe | Rang        | Rang          | Rang          | Rang          | Rang   |
| ----------------- | ----------- | ----------- | ------------- | ------------- | ------------- | ------ |
| Frauen            |             |             |               |               |               |        |
| Talina Gantenbein | Skicross    | 2           | 3             | ausgeschieden | ausgeschieden | 9      |
| Saskja Lack       | Skicross    | 3           | ausgeschieden | ausgeschieden | ausgeschieden | 18     |
| Fanny Smith       | Skicross    | 4           | 1             | 2             | 3             | Bronze |
| Männer            |             |             |               |               |               |        |
| Joos Berry        | Skicross    | 2           | 4             | ausgeschieden | ausgeschieden | 16     |
| Romain Détraz     | Skicross    | 3           | ausgeschieden | ausgeschieden | ausgeschieden | 24     |
| Alex Fiva         | Skicross    | 1           | 1             | 1             | 2             | Silber |
| Ryan Regez        | Skicross    | 1           | 1             | 2             | 1             | Gold   |

### Rennrodeln
| Athleten     | Wettbewerbe | Lauf 1   | Lauf 1 | Lauf 2   | Lauf 2 | Lauf 3   | Lauf 3 | Lauf 4   | Lauf 4 | Gesamt       | Gesamt |
| Athleten     | Wettbewerbe | Zeit     | Rang   | Zeit     | Rang   | Zeit     | Rang   | Zeit     | Rang   | Zeit         | Rang   |
| ------------ | ----------- | -------- | ------ | -------- | ------ | -------- | ------ | -------- | ------ | ------------ | ------ |
| Frauen       |             |          |        |          |        |          |        |          |        |              |        |
| Natalie Maag | Einsitzer   | 59,018 s | 11     | 59,117 s | 13     | 58,913 s | 14     | 58,892 s | 10     | 3:55,940 min | 9      |

### Skeleton
| Athleten     | Wettbewerbe | Lauf 1      | Lauf 1 | Lauf 2      | Lauf 2 | Lauf 3      | Lauf 3 | Lauf 4        | Lauf 4        | Gesamt      | Gesamt |
| Athleten     | Wettbewerbe | Zeit        | Rang   | Zeit        | Rang   | Zeit        | Rang   | Zeit          | Rang          | Zeit        | Rang   |
| ------------ | ----------- | ----------- | ------ | ----------- | ------ | ----------- | ------ | ------------- | ------------- | ----------- | ------ |
| Männer       |             |             |        |             |        |             |        |               |               |             |        |
| Basil Sieber | Einzel      | 1:01,95 min | 21     | 1:02,16 min | 22     | 1:02,72 min | 25     | ausgeschieden | ausgeschieden | 3:06,83 min | 22     |

### Ski Alpin
| Athleten         | Wettbewerbe  | 1. Lauf      | 2. Lauf      | Gesamt        | Gesamt        |
| Athleten         | Wettbewerbe  | Zeit         | Zeit         | Zeit          | Rang          |
| ---------------- | ------------ | ------------ | ------------ | ------------- | ------------- |
| Frauen           |              |              |              |               |               |
| Aline Danioth    | Slalom       | 53,66 s      | 52,98 s      | 1:46,64 min   | 10            |
| Jasmine Flury    | Super-G      | —            | —            | 1:14,43 min   | 12            |
| Jasmine Flury    | Abfahrt      | —            | —            | 1:34,00 min   | 15            |
| Michelle Gisin   | Riesenslalom | 59,19 s      | 58,36 s      | 1:57,55 min   | 10            |
| Michelle Gisin   | Slalom       | 52,20 s      | 53,38 s      | 1:45,58 min   | 6             |
| Michelle Gisin   | Super-G      | —            | —            | 1:31,81 min   | Bronze        |
| Michelle Gisin   | Kombination  | 1:33,42 min  | 52,25 s      | 2:25,67 min   | Gold          |
| Lara Gut-Behrami | Riesenslalom | 59,07 s      | 57,34 s      | 1:56,41 min   | Bronze        |
| Lara Gut-Behrami | Super-G      | —            | —            | 1:13,51 min   | Gold          |
| Lara Gut-Behrami | Abfahrt      | —            | —            | 1:34,03 min   | 16            |
| Joana Hählen     | Abfahrt      | —            | —            | 1:33,16 min   | 6             |
| Wendy Holdener   | Riesenslalom | 59,21 s      | 58,11 s      | 1:57,32 min   | 9             |
| Wendy Holdener   | Slalom       | 52,65 s      | 52,45 s      | 1:45,10 min   | Bronze        |
| Wendy Holdener   | Kombination  | 1:33,41 min  | 53,31 s      | 2:26,72 min   | Silber        |
| Noémie Kolly     | ohne Einsatz | ohne Einsatz | ohne Einsatz | ohne Einsatz  | ohne Einsatz  |
| Priska Nufer     | Kombination  | 1:33,15 min  | DNF          | ausgeschieden | ausgeschieden |
| Camille Rast     | Riesenslalom | 59,29 s      | 59,14 s      | 1:58,43 min   | 16            |
| Camille Rast     | Slalom       | 53,35 s      | 52,40 s      | 1:45,75 min   | 7             |
| Corinne Suter    | Super-G      | —            | —            | 1:14,49 min   | 13            |
| Corinne Suter    | Abfahrt      | —            | —            | 1:31,87 min   | Gold          |
| Männer           |              |              |              |               |               |
| Luca Aerni       | Kombination  | 1:47,03 min  | DNF          | ausgeschieden | ausgeschieden |
| Luca Aerni       | Slalom       | 55,63 s      | 50,20 s      | 1:45,83 min   | 14            |
| Gino Caviezel    | Super-G      | —            | —            | 1:21,76 min   | 16            |
| Gino Caviezel    | Riesenslalom | 1:03,90 min  | 1:07,30 min  | 2:11,20 min   | 7             |
| Yannick Chabloz  | Kombination  | DNF          | DNF          | ausgeschieden | ausgeschieden |
| Beat Feuz        | Abfahrt      | —            | —            | 1:42,69 min   | Gold          |
| Beat Feuz        | Super-G      | —            | —            | DNF           | DNF           |
| Niels Hintermann | Abfahrt      | —            | —            | 1:44,08 min   | 16            |
| Loïc Meillard    | Kombination  | 1:45,91 min  | DNF          | ausgeschieden | ausgeschieden |
| Loïc Meillard    | Riesenslalom | DNF          | DNF          | ausgeschieden | ausgeschieden |
| Loïc Meillard    | Slalom       | 54,22 s      | 50,67 s      | 1:44,89 min   | 5             |
| Justin Murisier  | Kombination  | 1:44,14 min  | 48,15 s      | 2:32,29 min   | 4             |
| Justin Murisier  | Riesenslalom | DNF          | DNF          | ausgeschieden | ausgeschieden |
| Marco Odermatt   | Abfahrt      | —            | —            | 1:43,40 min   | 7             |
| Marco Odermatt   | Super-G      | —            | —            | DNF           | DNF           |
| Marco Odermatt   | Riesenslalom | 1:02,93 min  | 1:06,42 min  | 2:09,35 min   | Gold          |
| Stefan Rogentin  | Abfahrt      | —            | —            | 1:44,95 min   | 25            |
| Stefan Rogentin  | Super-G      | —            | —            | 1:21,57 min   | 14            |
| Daniel Yule      | Slalom       | 55,06 s      | 49,89 s      | 1:44,95 min   | 6             |
| Ramon Zenhäusern | Slalom       | 54,72 s      | 50,75 s      | 1:45,47 min   | 12            |

| Athleten                                                                                | Wettbewerbe           | Achtelfinal | Achtelfinal | Viertelfinal | Viertelfinal | Halbfinal     | Halbfinal     | Final/Platz 3 | Final/Platz 3 | Rang |
| Athleten                                                                                | Wettbewerbe           | Gegner      | Punkte      | Gegner       | Punkte       | Gegner        | Punkte        | Gegner        | Punkte        | Rang |
| --------------------------------------------------------------------------------------- | --------------------- | ----------- | ----------- | ------------ | ------------ | ------------- | ------------- | ------------- | ------------- | ---- |
| Mixed                                                                                   |                       |             |             |              |              |               |               |               |               |      |
| Andrea Ellenberger Wendy Holdener Camille Rast Gino Caviezel Justin Murisier Luca Aerni | Mannschaftswettbewerb | China       | 4:0         | Deutschland  | 2:2 1        | ausgeschieden | ausgeschieden | ausgeschieden | ausgeschieden | 6    |

### Skilanglauf
| Athleten                                                        | Wettbewerbe       | Zeit        | Rang |
| --------------------------------------------------------------- | ----------------- | ----------- | ---- |
| Frauen                                                          |                   |             |      |
| Nadine Fähndrich                                                | 10 km Klassisch   | 30:23,8 min | 22   |
| Lydia Hiernickel                                                | 15 km Skiathlon   | 48:59,0 min | 32   |
| Lydia Hiernickel                                                | 30 km Freier Stil | 1:32:12,3 h | 27   |
| Nadja Kälin                                                     | 10 km Klassisch   | 31:29,7 min | 43   |
| Nadja Kälin                                                     | 15 km Skiathlon   | 47:59,8 min | 21   |
| Anja Weber                                                      | 10 km Klassisch   | 32:13,4 min | 55   |
| Laurien van der Graaff Nadine Fähndrich Nadja Kälin Alina Meier | 4 × 5 km Staffel  | 56:41,5 min | 7    |
| Männer                                                          |                   |             |      |
| Jonas Baumann                                                   | 15 km Klassisch   | 40:09,7 min | 16   |
| Jonas Baumann                                                   | 30 km Skiathlon   | 1:20:32,5 h | 15   |
| Dario Cologna                                                   | 15 km Klassisch   | 41:49,9 min | 44   |
| Dario Cologna                                                   | 50 km Freier Stil | 1:13:31,1 h | 14   |
| Roman Furger                                                    | 50 km Freier Stil | 1:13:24,8 h | 11   |
| Candide Pralong                                                 | 30 km Skiathlon   | 1:21:13,6 h | 22   |
| Candide Pralong                                                 | 50 km Freier Stil | 1:14:50,5 h | 22   |
| Jason Rüesch                                                    | 15 km Klassisch   | 42:29,8 min | 53   |
| Jason Rüesch                                                    | 30 km Skiathlon   | 1:22:41,3 h | 27   |
| Jason Rüesch                                                    | 50 km Freier Stil | 1:14:48,4 h | 17   |
| Dario Cologna Jonas Baumann Candide Pralong Roman Furger        | 4 × 10 km Staffel | 2:00:13,3 h | 7    |

| Athleten                                | Wettbewerbe | Qualifikation | Qualifikation | Viertelfinal  | Viertelfinal  | Halbfinal     | Halbfinal     | Final         | Final         | Rang |
| Athleten                                | Wettbewerbe | Zeit          | Rang          | Zeit          | Rang          | Zeit          | Rang          | Zeit          | Rang          | Rang |
| --------------------------------------- | ----------- | ------------- | ------------- | ------------- | ------------- | ------------- | ------------- | ------------- | ------------- | ---- |
| Frauen                                  |             |               |               |               |               |               |               |               |               |      |
| Nadine Fähndrich                        | Sprint      | 3:15,65 min   | 3             | 3:16,51 min   | 1             | 3:12,61 min   | 2             | 3:16,89 min   | 5             | 5    |
| Laurien van der Graaff                  | Sprint      | 3:23,03 min   | 27            | 3:24,32 min   | 5             | ausgeschieden | ausgeschieden | ausgeschieden | ausgeschieden | 24   |
| Alina Meier                             | Sprint      | 3:20,88 min   | 17            | 3:21,12 min   | 3             | ausgeschieden | ausgeschieden | ausgeschieden | ausgeschieden | 13   |
| Anja Weber                              | Sprint      | 3:31,60 min   | 49            | ausgeschieden | ausgeschieden | ausgeschieden | ausgeschieden | ausgeschieden | ausgeschieden | 49   |
| Laurien van der Graaff Nadine Fähndrich | Team-Sprint | —             | —             | —             | —             | 23:30,86 min  | 4             | 23:02,09 min  | 7             | 7    |
| Männer                                  |             |               |               |               |               |               |               |               |               |      |
| Jovian Hediger                          | Sprint      | 2:52,47 min   | 20            | 2:58,87 min   | 5             | ausgeschieden | ausgeschieden | ausgeschieden | ausgeschieden | 22   |
| Valerio Grond                           | Sprint      | 2:53,17 min   | 24            | 2:54,12 min   | 4             | ausgeschieden | ausgeschieden | ausgeschieden | ausgeschieden | 18   |
| Roman Schaad                            | Sprint      | 2:54,57 min   | 31            | ausgeschieden | ausgeschieden | ausgeschieden | ausgeschieden | ausgeschieden | ausgeschieden | 31   |
| Jonas Baumann Jovian Hediger            | Team-Sprint | —             | —             | —             | —             | 20:07,67 min  | 3             | 20:04,35 min  | 8             | 8    |

### Skispringen
| Athleten                                                    | Wettbewerbe             | Qualifikation | Qualifikation | Qualifikation | 1. Durchgang                    | 1. Durchgang | 1. Durchgang | 2. Durchgang                    | 2. Durchgang  | 2. Durchgang  | Gesamt | Gesamt |
| Athleten                                                    | Wettbewerbe             | Weite         | Punkte        | Rang          | Weite                           | Punkte       | Rang         | Weite                           | Punkte        | Rang          | Punkte | Rang   |
| ----------------------------------------------------------- | ----------------------- | ------------- | ------------- | ------------- | ------------------------------- | ------------ | ------------ | ------------------------------- | ------------- | ------------- | ------ | ------ |
| Männer                                                      |                         |               |               |               |                                 |              |              |                                 |               |               |        |        |
| Simon Ammann                                                | Normalschanze           | 96,0 m        | 100,4         | 12            | 101,0 m                         | 123,7        | 25           | 97,0 m                          | 115,8         | 24            | 239,5  | 25     |
| Simon Ammann                                                | Grossschanze            | 121.5 m       | 109,9         | 24            | 131,5 m                         | 122,4        | 27           | 132,5 m                         | 129,0         | 20            | 251,4  | 25     |
| Gregor Deschwanden                                          | Normalschanze           | 96,5 m        | 106,4         | 7             | 99,5 m                          | 127,6        | 20           | 99,0 m                          | 123,2         | 16            | 250,8  | 17     |
| Gregor Deschwanden                                          | Grossschanze            | 119,0 m       | 104,8         | 29            | 132,0 m                         | 127,8        | 20           | 131,5 m                         | 126,4         | 24            | 254,2  | 22     |
| Killian Peier                                               | Normalschanze           | 93,0 m        | 92,8          | 20            | 90,5 m                          | 114,6        | 37           | ausgeschieden                   | ausgeschieden | ausgeschieden | 114,6  | 37     |
| Killian Peier                                               | Grossschanze            | 113,5 m       | 94,8          | 39            | 130,0 m                         | 123,5        | 26           | 129,0 m                         | 122,0         | 27            | 245,5  | 27     |
| Dominik Peter                                               | Normalschanze           | 91,5 m        | 88,9          | 25            | 95,5 m                          | 116,0        | 35           | ausgeschieden                   | ausgeschieden | ausgeschieden | 116,0  | 35     |
| Dominik Peter                                               | Grossschanze            | 115,0 m       | 98,4          | 34            | 126,0 m                         | 114,3        | 36           | ausgeschieden                   | ausgeschieden | ausgeschieden | 114,3  | 36     |
| Dominik Peter Gregor Deschwanden Simon Ammann Killian Peier | Grossschanze Mannschaft | —             | —             | —             | 112,0 m 122,0 m 116,0 m 118,5 m | 367,0        | 8            | 119,0 m 123,5 m 121,5 m 124,0 m | 424,5         | 7             | 791,5  | 8      |

### Snowboard
| Athleten         | Wettbewerbe | Qualifikation | Qualifikation | Final         | Final         | Rang   |
| Athleten         | Wettbewerbe | Punkte        | Rang          | Punkte        | Rang          | Rang   |
| ---------------- | ----------- | ------------- | ------------- | ------------- | ------------- | ------ |
| Frauen           |             |               |               |               |               |        |
| Ariane Burri     | Big Air     | 85,00         | 23            | ausgeschieden | ausgeschieden | 23     |
| Ariane Burri     | Slopestyle  | 65,55         | 12            | 24,01         | 12            | 12     |
| Bianca Gisler    | Big Air     | 127,25        | 13            | ausgeschieden | ausgeschieden | 13     |
| Bianca Gisler    | Slopestyle  | 40,35         | 20            | ausgeschieden | ausgeschieden | 20     |
| Berenice Wicki   | Halfpipe    | 71,50         | 8             | 76,25         | 7             | 7      |
| Männer           |             |               |               |               |               |        |
| Jonas Boesiger   | Big Air     | 75,75         | 27            | ausgeschieden | ausgeschieden | 27     |
| Jonas Boesiger   | Slopestyle  | 40,11         | 25            | ausgeschieden | ausgeschieden | 25     |
| Nicolas Huber    | Big Air     | 139,25        | 14            | ausgeschieden | ausgeschieden | 14     |
| Nicolas Huber    | Slopestyle  | 54,58         | 20            | ausgeschieden | ausgeschieden | 20     |
| Patrick Burgener | Halfpipe    | 73,00         | 11            | 69,50         | 11            | 11     |
| David Hablützel  | Halfpipe    | 15,50         | 24            | ausgeschieden | ausgeschieden | 24     |
| Jan Scherrer     | Halfpipe    | 79,25         | 8             | 87,25         | 3             | Bronze |

| Athleten        | Wettbewerbe           | Qualifikation | Qualifikation | Achtelfinal   | Achtelfinal   | Viertelfinal  | Viertelfinal  | Halbfinal     | Halbfinal     | Final/Platz 3 | Final/Platz 3 | Rang |
| Athleten        | Wettbewerbe           | Gegner        | Zeit          | Gegner        | Zeit          | Gegner        | Zeit          | Gegner        | Zeit          | Gegner        | Zeit          | Rang |
| --------------- | --------------------- | ------------- | ------------- | ------------- | ------------- | ------------- | ------------- | ------------- | ------------- | ------------- | ------------- | ---- |
| Frauen          |                       |               |               |               |               |               |               |               |               |               |               |      |
| Ladina Jenny    | Parallel-Riesenslalom | 1:28,98 min   | 17            | ausgeschieden | ausgeschieden | ausgeschieden | ausgeschieden | ausgeschieden | ausgeschieden | ausgeschieden | ausgeschieden | 17   |
| Jessica Keiser  | Parallel-Riesenslalom | 1:47,15 min   | 28            | ausgeschieden | ausgeschieden | ausgeschieden | ausgeschieden | ausgeschieden | ausgeschieden | ausgeschieden | ausgeschieden | 28   |
| Patrizia Kummer | Parallel-Riesenslalom | 1:28,48 min   | 12            | Dujmovits     | +0,20 s       | ausgeschieden | ausgeschieden | ausgeschieden | ausgeschieden | ausgeschieden | ausgeschieden | 14   |
| Julie Zogg      | Parallel-Riesenslalom | 1:28,40 min   | 11            | Langenhorst   | +0,08 s       | ausgeschieden | ausgeschieden | ausgeschieden | ausgeschieden | ausgeschieden | ausgeschieden | 13   |
| Männer          |                       |               |               |               |               |               |               |               |               |               |               |      |
| Gian Casanova   | Parallel-Riesenslalom | 1:25,13 min   | 28            | ausgeschieden | ausgeschieden | ausgeschieden | ausgeschieden | ausgeschieden | ausgeschieden | ausgeschieden | ausgeschieden | 28   |
| Dario Caviezel  | Parallel-Riesenslalom | 1:22,35 min   | 14            | Prommegger    | +0,16 s       | ausgeschieden | ausgeschieden | ausgeschieden | ausgeschieden | ausgeschieden | ausgeschieden | 14   |
| Nevin Galmarini | Parallel-Riesenslalom | 1:23,44 min   | 21            | ausgeschieden | ausgeschieden | ausgeschieden | ausgeschieden | ausgeschieden | ausgeschieden | ausgeschieden | ausgeschieden | 21   |

| Athleten                    | Wettbewerbe    | Achtelfinal | Viertelfinal  | Halbfinal     | Final         | Rang |
| Athleten                    | Wettbewerbe    | Rang        | Rang          | Rang          | Rang          | Rang |
| --------------------------- | -------------- | ----------- | ------------- | ------------- | ------------- | ---- |
| Frauen                      |                |             |               |               |               |      |
| Lara Casanova               | Snowboardcross | 3           | ausgeschieden | ausgeschieden | ausgeschieden | 20   |
| Sophie Hediger              | Snowboardcross | 3           | ausgeschieden | ausgeschieden | ausgeschieden | 19   |
| Sina Siegenthaler           | Snowboardcross | 2           | 4             | ausgeschieden | ausgeschieden | 16   |
| Männer                      |                |             |               |               |               |      |
| Kalle Koblet                | Snowboardcross | 3           | ausgeschieden | ausgeschieden | ausgeschieden | 23   |
| Mixed                       |                |             |               |               |               |      |
| Kalle Koblet Sophie Hediger | Snowboardcross | —           | 2             | 4             | B-Final: 3    | 7    |